# موسسه جنسیت‌شناسی (آلمان)

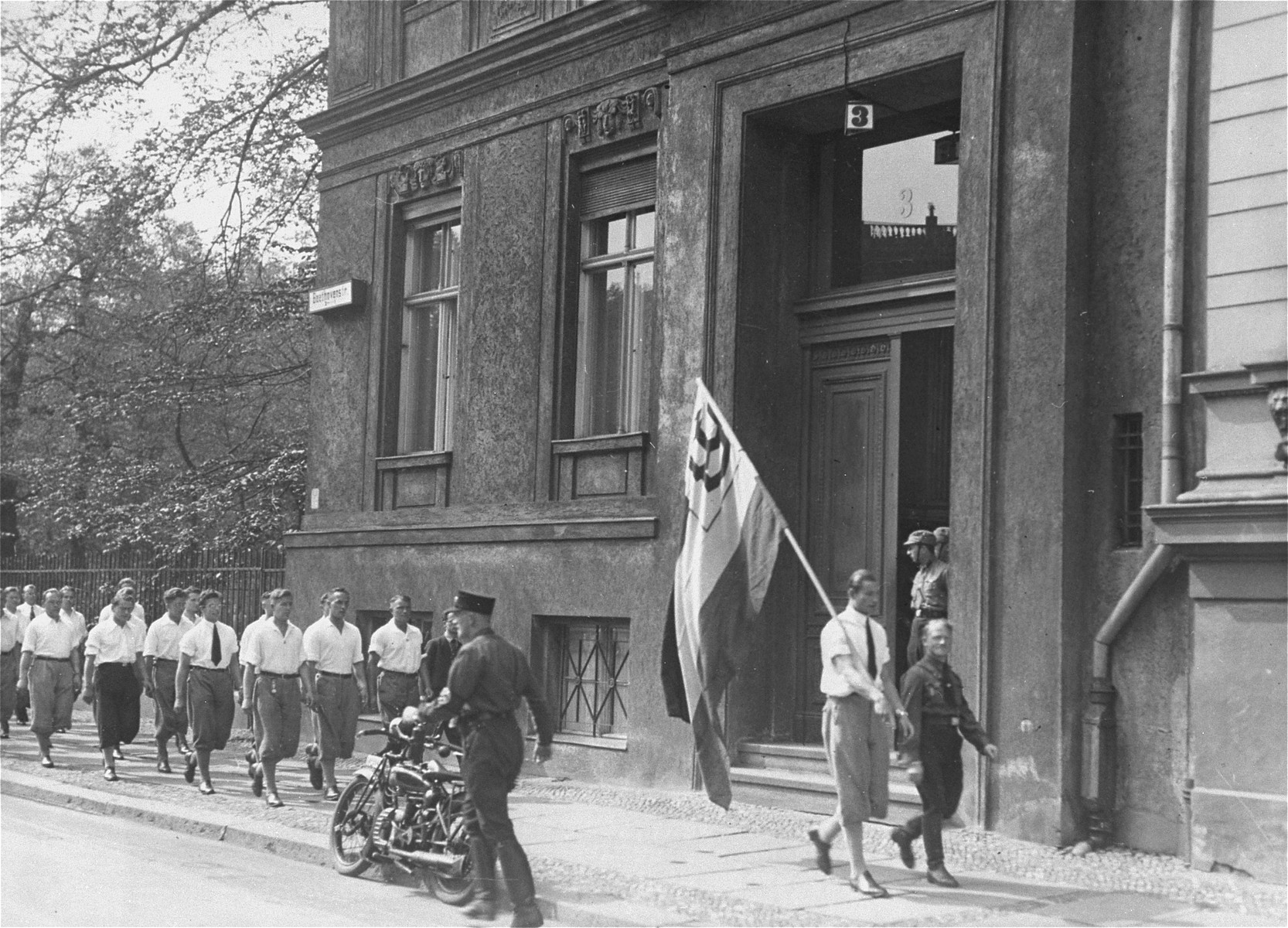
دانشجویانی که توسط حزب نازی سازماندهی شده‌اند، در مقابل موسسه جنسیت‌شناسی در Beethovenstraße برلین، در ۶ مه ۱۹۳۳

مؤسسه جنسیت‌شناسی (به آلمانی: Institut für Sexualwissenschaft) یک موسسه پژوهشی خصوصی اولیهٔ در راستای جنسیت‌شناسی در آلمان از سال ۱۹۱۹ تا ۱۹۳۳ بود. این موسسه یک بنیاد غیرانتفاعی بود که در تیرگارتنِ برلین واقع شده بود. این مؤسسه، نخستین بنیاد پژوهشیِ جنسیت‌شناسی در جهان بود.
این موسسه توسط مگنس هیرشفلد اداره می‌شد که از سال ۱۸۹۷ «کمیته علمی- بشردوستانه» ای بر اساس زمینه‌های مترقی و منطقی برای حقوق و مدارا دگرباشان جنسی را اداره می‌کرد. کمیته، مجله‌ای در طولانی مدت منتشر کرد. هیرشفلد یک کتابخانه منحصربه‌فرد در مؤسسه پیرامون جنسیت، عشق همجنس‌گرایان و اروتیسم فراهم آورد.
این مؤسسه پیشگام پژوهش و درمان برای موضوعات مختلف در رابطه با جنسیت و تمایلات جنسی، از جمله موضوعات همجنس‌گرایی، تراجنسیتی و بین‌جنسی بود. افزون بر این، خدمات گوناگون دیگری را به عموم مردم ارائه کرد: این خدمات شامل درمان اعتیاد به الکل، معاینات زنان، مشاوره زناشویی و جنسی، درمان بیماری‌های مقاربتی و دسترسی به درمان‌های پیشگیری از بارداری بود. موارد بسیاری از این موضوعات را هم به متخصصان بهداشت و هم به افراد غیرمتخصص آموزاند.
کتاب‌سوزان نازی‌ها در برلین، شامل بایگانی این مؤسسه هم شد. پس از اینکه نازی‌ها کنترل آلمان را در دهه ۱۹۳۰ به دست گرفتند، مؤسسه و کتابخانه‌های آن به عنوان بخشی از برنامه سانسور دولت نازی توسط تیپ‌های جوانان که کتاب‌ها و اسناد آن را در خیابان سوزانده بودند، ویران شدند.

## انگیزه‌ها و هدف‌ها
این توسط مگنوس هیرشفلد و همکارانش آرتور کرونفلد، روان‌درمان‌گر مشهور و بعدها استاد دانشگاه Charité و فردریش ورتهایمِ متخصص پوست، بنیان نهاده شد. موسسه در ششم ژوئیه ۱۹۱۹ باز شد.

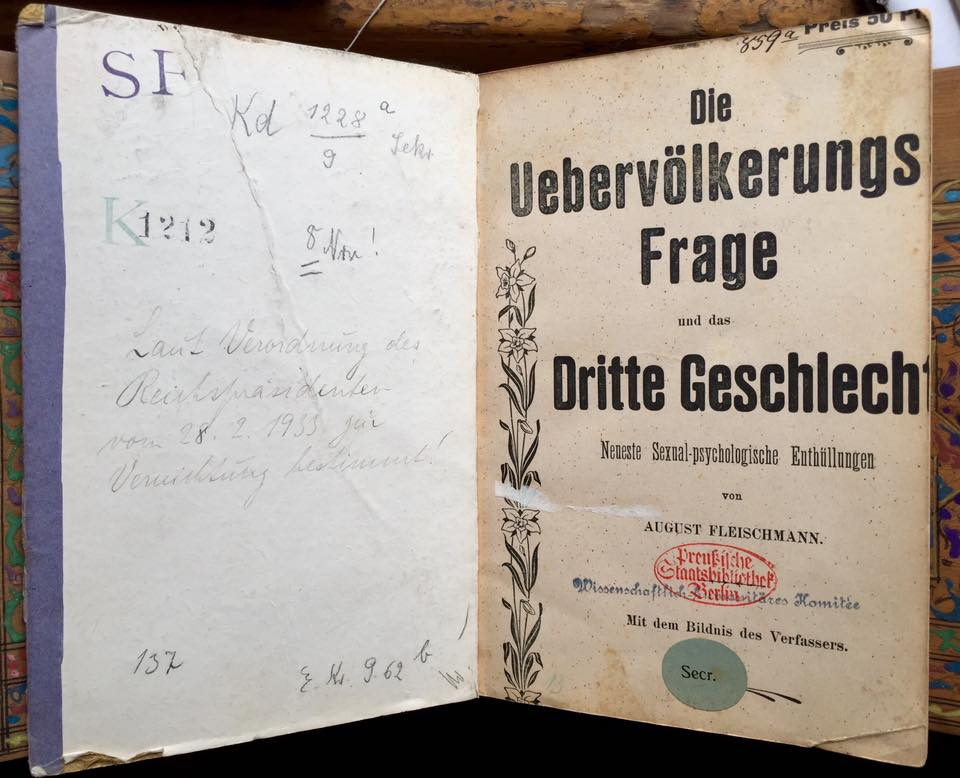
ویتا هوموسکشوال؛ مجموعه‌ای به سال ۱۹۰۲ از آگوست فلیشمن شامل جستارهای معروف او پیرامون جنسیت سوم و علیهِ «پاراگراف ۱۷۵» که توسط نازی‌ها در ششم می ۱۹۳۳ منتشر شد.

این موسسه از آموزش جنسی، پیشگیری از بارداری، درمان بیماری‌های مقاربتی و آزادیِ زنان حمایت می‌کرد. شعارِ شخصی و کمیته‌ایِ هیرشفلد «رسیدن به عدالت با علم» بود. این شعار را بر سردرِ ساختمانِ موسسه هم نوشته بودند.